# Branchiomma claparedei
Branchiomma claparedei är en ringmaskart som beskrevs av Gravier 1908. Branchiomma claparedei ingår i släktet Branchiomma och familjen Sabellidae. Inga underarter finns listade i Catalogue of Life.